# Anopheles minor
Anopheles minor — вид малярійних комарів (рід Anopheles). Поширений в країнах Південної Америки (Бразилія, Уругвай, Парагвай, північна Аргентина, Суринам).

## Ресурси Інтернету
- http://www.mosquitocatalog.org/taxon_descr.aspx?ID=16747 [Архівовано 11 січня 2021 у Wayback Machine.]
- Bisby F.A., Roskov Y.R., Orrell T.M., Nicolson D., Paglinawan L.E., Bailly N., Kirk P.M., Bourgoin T., Baillargeon G., Ouvrard D. (red.) (2011). Species 2000 & ITIS Catalogue of Life: 2011 Annual Checklist. Species 2000: Reading, UK. Архів оригіналу за 5 травня 2014. Процитовано 24 september 2012.
- Systema Dipterorum. Pape T. & Thompson F.C. (eds), 2011-01-06